# Dinh dưỡng trị liệu
Dinh dưỡng trị liệu là một liệu pháp điều trị các tình trạng sức khỏe và những triệu chứng liên quan thông qua chế độ ăn uống được thiết kế và theo dõi riêng bởi các bác sĩ y khoa hoặc chuyên gia dinh dưỡng. Chế độ ăn được xây dựng này dựa trên hồ sơ y tế của bệnh nhân, khám thể chất, kiểm tra chức năng và lịch sử chế độ ăn uống.  
Dinh dưỡng trị liệu có vai trò làm giảm nguy cơ phát triển các biến chứng như trong bệnh tiểu đường loại 2 cũng như cải thiện các vấn đề sức khỏe hiện tại như cholesterol cao.    Nhiều tình trạng sức khỏe trở nên nghiêm trọng và tồi tệ hơn do chế độ ăn uống không phù hợp hoặc không lành mạnh.
Một ví dụ của dinh dưỡng trị liệu là việc sử dụng tải trước dinh dưỡng đa lượng - macronutrient preload trong bệnh tiểu đường loại 2.

## Nhu cầu ăn uống và quá trình bệnh
Thông thường, con người có được các chất dinh dưỡng cần thiết mà cơ thể cần thông qua chế độ ăn uống hàng ngày, bằng cách chế biến các loại thực phẩm phù hợp cho cơ thể. Tuy nhiên, trong một số trường hợp như bệnh tật, đau khổ, căng thẳng có thể làm cơ thể không có đủ chất dinh dưỡng thông qua chế độ ăn uống. Trong các trường hợp như vậy, việc bổ sung chế độ ăn uống được thiết kế riêng cho cá nhân có thể được yêu cầu để lấp đầy khoảng trống về nhu cầu dinh dưỡng.

## Ưu điểm
Dinh dưỡng trị liệu có những lợi ích sau:
- Dinh dưỡng trị liệu có thể mang lại lợi ích cho những người mắc các bệnh như ung thư, bệnh phổi tắc nghẽn mạn tính (COPD), đái tháo đường, rối loạn ăn uống, dị ứng thực phẩm, rối loạn tiêu hóa, rối loạn hệ thống miễn dịch; như HIV / AIDS, các rối loạn di truyền ảnh hưởng đến quá trình trao đổi chất, giảm cân không kiểm soát, bệnh thận, thiểu cơ, phục hồi phẫu thuật, mang thai, loãng xương, loét, v.v.[8]
- Rất hiệu quả trong điều trị bệnh tiểu đường loại 1 hoặc loại 2.[9][10]
- Dinh dưỡng cũng giúp cho con người sống tốt hơn ở mọi lứa tuổi.[11]

## Nhược điểm
Sau đây là một số nhược điểm của dinh dưỡng trị liệu:
- Một bệnh nhân có thể cần phải tuân thủ theo chế độ ăn uống nghiêm ngặt để thấy được lợi ích trong sử dụng chương trình can thiệp dinh dưỡng.[12]
- Một số hình thức dinh dưỡng trị liệu có thể rất tốn kém. Một bệnh nhân nghèo có thể không đủ khả năng chi trả.[11]